# Eleven Sports (Portugal)
Eleven Sports ist ein portugiesischer Kabelkanal, dessen Programm sich auf den nationalen und internationalen Sport konzentriert. Er wurde am 15. August 2018 gegründet mit der Sendung des UEFA-Super-Cup-Spiel Real Madrid gegen Atlético de Madrid und gehört zur Gruppe Aser (ein Unternehmen gehört dem italischen Unternehmer Andrea Radrizzani).

## Übertragungsrechte

### Basketball
- Spanien
  - Liga Endesa
  - Copa del Rey de Baloncesto
  - Supercopa Endesa

### eSports
- Europa
  - UEFA eChampions League

### Football
- USA
  - NFL

### Fußball
- Europa
  - UEFA Champions League
  - UEFA Super Cup
  - UEFA Youth League
  - UEFA Women’s Champions League (nur Finale)
- Belgien
  - Jupiler Pro League
  - Belgischer Fußball-Supercup
- Deutschland
  - Bundesliga
  - 2. Bundesliga
  - DFL-Supercup
- England
  - Premier League
  - Sky Bet Championship
  - Sky Bet League One
- Frankreich
  - Ligue 1 Conforama
  - Trophée des Champions
- Schottland
  - Ladbrokes Premiership
- Spanien
  - LaLiga Santander
  - LaLiga SmartBank
  - Supercopa de España

### Futsal
- Europa
  - UEFA Futsal Champions League (nur Final Four)

### Kickboxing
- Niederlande
  - Enfusion

### MMA
- Russland
  - M-1 Global
- USA
  - PFL

### Motorsport
- Weltweit
  - Formel 1
  - Formel 2
  - Formel 3
  - TCR Europe Series
  - Formel E
- Deutschland
  - Porsche Mobil 1 Supercup
- USA
  - NASCAR Cup Series

### Tennis
- Weltweit
  - ATP 250
  - WTA Tour
  - Laver Cup